# Distretto di Aydıncık (Mersin)
Il distretto di Aydıncık (in turco Aydıncık ilçesi) è uno dei distretti della provincia di Mersin, in Turchia.